# Zakrzówek-Wieś (województwo mazowieckie)
Zakrzówek-Wieś – wieś w Polsce, położona w województwie mazowieckim, w powiecie zwoleńskim, w gminie Kazanów. Ma status sołectwa. Leży przy drodze wojewódzkiej nr 733.
| SIMC    | Nazwa               | Rodzaj    |
| ------- | ------------------- | --------- |
| 0626484 | Stary Zakrzówek     | część wsi |
| 0626490 | Zakrzówek-Górki     | część wsi |
| 0626509 | Zakrzówek-Wyglądała | część wsi |

W latach 1975–1998 miejscowość należała administracyjnie do województwa radomskiego. W pobliżu wsi płynie rzeka Modrzejowianka  nazywana również Modrzejowicą. We wsi znajduje się szkoła podstawowa oraz remiza OSP.
Wierni Kościoła rzymskokatolickiego należą do parafii Zwiastowania Najświętszej Maryi Panny w Odechowie.